# Mordekhai Ha-Cohen
Mordekhai Ha-Cohen (Tripoli 1856 - Benghazi 1929) est un juif libyen de nationalité italienne connu pour sa chronique présentant l'histoire les traditions et les institutions des Juifs tripolitains de son temps. Son récit contenu dans l'ouvrage Higgid Mordekhai écrit en hébreu sert de nos jours de source primaire majeure pour l'étude de l'histoire des Juifs en Libye.
Mordekhai Ha-Cohen nait en 1856 à Tripoli, alors que la Tripolitaine est une province ottomane. Il n'a pas l'opportunité de faire de longues études, mais grâce à sa curiosité naturelle et son intelligence, il réussit en autodidacte à approfondir de nombreux sujets, en particulier l'étude des langues. Pour gagner sa vie, il devient professeur, colporteur (il parcourra notamment le djebel Nefoussa). Plus tard, il apprend le métier d'horloger puis travaille dans une cour rabbinique, ce qui lui permettra de compulser de nombreux documents.

## Ouvrage
- Ha-Cohen Mordekhai, The book of Mordechai : a study of the Jews of Libya, 1993 (ISBN 978-1-85077-230-9)